# Pierre Robert (compositeur)
Pour les articles homonymes, voir Pierre Robert et Robert.
Pierre Robert (né vers 1622 à Louvres (?) - mort le 28 décembre 1699 à Paris) est un compositeur français de la période baroque.

## Biographie
Né, selon Fétis, à Louvres, près de Paris, vers 1618, mais plus probablement vers 1622, Pierre Robert fait ses études musicales à la maîtrise de Notre-Dame de Paris sous la direction d'Henry Frémart, Jean Veillot, puis François Cosset. Il en est nommé "Spé" le 9 juin 1638, avant d'obtenir le 17 août 1639 une bourse d'études au fameux collège de Fortet ; cette étape, qui supposait également la sortie de la maîtrise, intervenait ordinairement à l'âge de 17 ans, après la mue, ce qui ferait remonter sa naissance vers 1622. 
À l'issue des habituelles quatre années d'études au collège de Fortet, il est nommé à la tête de la maîtrise de la cathédrale de Senlis en juin 1643. En 1648, il remporte au Mans le concours de motet à la fête de sainte Cécile. En 1650, il part de Senlis pour la cathédrale de Chartres où, pendant dix-huit mois, il assure l'intérim à la suite du décès du maître de musique, Vincent Jolliet, avant de retourner à Senlis en mars 1652, comme maître de musique. 
Le 28 avril 1653, il est nommé maître de musique de Notre-Dame de Paris, en remplacement de Valentin de Bournonville ; il occupe ce poste jusqu'en mai 1662. Le 8 juillet 1663, Louis XIV le choisit avec Henry Du Mont pour occuper l'un des quatre postes de sous-maître de la Chapelle royale. Il remplit cette fonction conjointement avec Thomas Gobert, Gabriel Expilly et, bien sûr, Henry Du Mont ; après la démission des deux premiers, en 1668, Robert et Du Mont se partagèrent le service annuel de la Chapelle du roi, pour laquelle ils s'attachèrent à développer le genre du motet à grand chœur (grand motet), genre emblématique de la musique religieuse du Grand Siècle. Les deux sous-maîtres devaient à leur tour démissionner en 1682, au moment où la cour s'installa à Versailles (mai 1682) et où Louis XIV souhaite insuffler une nouvelle dynamique dans la création d'un style français d'apparat ; les deux sous-maîtres, auxquels le roi prouve sa grande reconnaissance par de confortables gratifications, des bénéfices d'abbayes et en ordonnant l'impression d'une part significative de leurs motets à grand chœur, quittent leur service à l'issue de leur premier quartier de 1683 : en mars pour Du Mont, en juin pour Robert. Robert meurt le 28 décembre 1699, très probablement à Paris - en janvier 1699, il habitait rue aux Oues (actuellement rue aux Ours) - et est inhumé le lendemain en l'église Saint-Nicolas-des-Champs.

## Œuvres
Plusieurs témoignages musicaux des différentes périodes d'activité de Pierre Robert nous sont parvenus :
- 2 motets contrapuntiques, antérieurs à 1663 : Regina caeli (2 versions), Tristis est anima mea
- 24 motets à deux chœurs et instruments (grands motets) pour la Chapelle du roi, publiés à Paris chez Christophe Ballard en 1684
- 11 élévations (petits motets) pour la Chapelle du roi
- 3 hymnes en plain-chant sur des poèmes de Jean Santeul pour le nouveau bréviaire de Paris (1680)

L'édition critique de l'œuvre de Pierre Robert est en cours de publication au Centre de musique baroque de Versailles (http://www.cmbv.fr), collection "Monumentales"

## Enregistrements
- Pierre Robert : Grands Motets, De profundis, Quare fremuerunt gentes, Te decet hymnus, Nisi Dominus, Les Pages et les Chantres du Centre de Musique Baroque de Versailles ; Musica Florea, dirigés par Olivier Schneebeli, label K617, 2009.